# Leales megye
Leales egy megye Argentína északnyugati részén, Tucumán tartományban. Székhelye Bella Vista.

## Népesség
A megye népessége a közelmúltban a következőképpen változott:
| Év   | Lakosság |
| ---- | -------- |
| 2001 | 51 073   |
| 2010 | 54 949   |